# 昂船洲政府船塢
昂船洲政府船塢（英語：Stonecutter's Island Government Dockyard）是香港政府現時使用的船塢，位於九龍深水埗區的昂船洲，於1997年啟用以取代前九龍政府船塢。
昂船洲政府船塢佔地98公頃，另設有面積8.3公頃的遮蔽港池。該船塢不但作為設計、採購及維修香港政府擁有的船隻之用，也是海事處轄下船隻的運作基地。
消防處潛水基地亦設在船塢內。